# Kisszékely
Kisszékely község Tolna vármegyében, a Tamási járásban.

## Fekvése
A Tolnai-Hegyhát vonulatában fekszik, erdővel borított dombok között.
A közvetlenül határos települések: észak felől Simontornya, északkelet felől Pálfa, délkelet felől Sárszentlőrinc, dél felől Nagyszékely, északnyugat felől pedig Tolnanémedi. A legközelebbi városok Simontornya (12 kilométerre északra) és Tamási (27 kilométerre nyugat-délnyugati irányban).

### Megközelítése
Zsáktelepülés, közúton csak Tolnanémedi felől érhető el, a 61-es főútból kiágazó 63 117-es számú mellékúton. A legközelebbi vasúti csatlakozási lehetőséget a Budapest–Pécs-vasútvonal Tolnanémedi vasútállomása kínálja.

## Története
Első írásos említés 1220-ból ismert (Zecul). 1324-1538-ból származó oklevelek Paraszt-székely néven említik, mint  Simontornya várának tartozékát. A török hódoltság ideje alatt a falu lélekszáma csökkent. A 17. században németeket telepítettek ide, akik azóta fokozatosan elmagyarosodtak.

## Közélete

### Polgármesterei
- 1990–1994: Májer József (független)[3]
- 1994–1998: Májer József (független)[4]
- 1998–2002: Nagyné Máté Rozália (független)[5]
- 2002–2006: Keresztes László (független)[6]
- 2006–2010: Keresztes László (független)[7]
- 2010–2014: Keresztes László (független)[8]
- 2014–2019: Pajor Ágnes (független)[9]
- 2019–2024: Pajor Ágnes (független)[10]
- 2024– : Pajor Ágnes (független)[1]

## Népesség
A település népességének változása:
| Lakosok száma | 324  | 318  | 296  | 274  | 266  | 290  | 293  |
|               | 2013 | 2014 | 2015 | 2021 | 2022 | 2023 | 2024 |

A 2011-es népszámlálás során a lakosok 93,5%-a magyarnak, 4,5% cigánynak, 2,6% németnek mondta magát (4,2% nem nyilatkozott; a kettős identitások miatt a végösszeg nagyobb lehet 100%-nál). A vallási megoszlás a következő volt: római katolikus 71,5%, református 3,9%, evangélikus 0,3%, felekezeten kívüli 10% (13,9% nem nyilatkozott).
2022-ben a lakosság 83,8%-a vallotta magát magyarnak, 6,8% németnek, 0,4-0,4% ukránnak, cigánynak és örménynek, 2,3% egyéb, nem hazai nemzetiségűnek (13,2% nem nyilatkozott; a kettős identitások miatt a végösszeg nagyobb lehet 100%-nál). Vallásuk szerint 41,7% volt római katolikus, 5,6% református, 0,8% evangélikus, 0,8% egyéb keresztény, 0,4% egyéb katolikus, 13,5% felekezeten kívüli (36,8% nem válaszolt).

## Nevezetességei
- Római katolikus templom: klasszicista stílusú, 1826-ból
- Helytörténeti Gyűjtemény az iskola épületében
- Négyszögletű Kerek Erdő Tanösvény
- Csádés-tó és Barátok-tava: horgásztavak